# 松田元成
松田 元成（まつだ もとなり）は、室町時代後期の武将。

## 略歴
松田元澄或いは松田元隆の子、松田直頼の次男と諸説あるが詳細は明らかでない。文明12年（1480年）、富山城から金川城へと居城を移した。文明15年（1483年）、かねてより赤松氏と険悪であった山名氏と密かに結び備前国に山名氏の軍勢を引き入れ赤松氏へと反旗を翻す。
これに対し備前守護・赤松政則は三石城の浦上則国に松田氏追討を命じた。これに対し元成は山名氏へ援軍を依頼し赤松方の小鴨大和守、浦上則国、浦上基景らが守る福岡城を攻める。京の浦上則宗は赤松政則に福岡城へ援軍を送るよう要請し、政則は福岡城に浦上則景の兵を送ると同時に政則も山名氏の領地である但馬国へと出兵した。しかし、政則の軍は山名勢に惨敗しそれを追って山名勢が播磨国へと押し寄せる事となった。この知らせを聞いた備前の赤松勢の士気の低下は大きく、浦上則景は福岡城への援軍に駆けつけられず兵を引き返す事になり、また福岡城からも城から政則の許に重臣が逃げ出すなどの事態となった。
混乱に乗じて元成と山名勢は福岡城を攻め、50日の籠城戦の末に福岡城を攻め落とす（福岡合戦）。元成は勢いに乗じて文明16年(1484年)2月、三石城へ攻めようとしたが、途中吉井川の東の天王原において浦上則宗に攻撃され大敗し、岡山県岡山市の塩納地区にて自害した。
山名勢を引き入れたのは守護権力からの独立が目的だったのではないかとされている。

## 人物
不受不施派を熱心に信奉しており、領内の他宗派の教徒を半ば強引に改宗させるなど少々、過剰なまでに手厚く外護を加え後々この地域に不受不施派が根付く大きな要素となった。